# Opór w getcie będzińsko-sosnowieckim
Opór w getcie będzińsko-sosnowieckim – samoobrona ludności żydowskiej uwięzionej w getcie w Sosnowcu-Środuli i graniczącym z nim od północy getcie będzińskim. Do walk doszło podczas akcji likwidacyjnej dzielnic żydowskich, która rozpoczęła się w dniu 1 sierpnia 1943 r. Do akcji doszło w ramach porozumienia między członkami Żydowskiej Organizacji Bojowej z Sosnowca i Będzina. Organizatorami obu zrywów byli Józef i Bolesław Kożuchowie związani z organizacją Hanoar Hacijoni, Frumka Płotnicka (łączniczka ŻOB na terenie kraju) oraz Cwi Brandes działacz Ha-Szomer Ha-Cair i członek kierownictwa ŻOB-u w Będzinie.
Bojownicy wywodzili się przede wszystkim z młodzieży szkolonej przez Józefa Kożucha w ramach kursów przysposobienia zawodowego oraz tworzonych przez niego konspiracyjnych kibuców przekształconych później, pod wpływem przebywającego w 1942 r., w Zagłębiu Dąbrowskim Mordechaja Anielewicza, w grupy samoobrony. W czasie swojej wizyty Anielewicz próbował bez powodzenia zjednać na potrzeby przyszłego zrywu przewodniczącego Centrali Żydowskich Rad Starszych na Wschodnim Górnym Śląsku – Mojżesza Merina. Po rozpoczęciu akcji likwidacyjnej na terenie gett, słabo uzbrojeni członkowie ruchu oporu, schronili się w uprzednio przygotowanych bunkrach (w tym w jednej z kamienic przy ul. Podsiadły w Będzinie) i stamtąd bezskutecznie bronili się przed oddziałami niemieckimi. Wszyscy uczestnicy zrywu prawdopodobnie zginęli w czasie walk. Tylko ok. 30 osobom udało się przedrzeć z getta i następnie uciec na Węgry i Słowację.

## Miejsca pamięci
- Jeden z placów na sosnowieckim osiedlu Środula nosi imię Braci Kożuchów, od 1985, znajduje się tam symboliczny pomnik z napisem – „Pamięci Żydów polskich pomordowanych przez hitlerowców w latach II wojny światowej na terenie getta w Sosnowcu-Środuli”.
- W 2004 r., plac mieszczący się niedaleko kamienicy przy ul Podsiadły w Będzinie, gdzie doszło do walk z niemieckim okupantem, otrzymał uchwałą rady miasta nazwę – Bohaterów Getta Będzińskiego. Podczas uroczystości obecny był jeden z ostatnich żyjących członków ruchu oporu w będzińskim getcie, Menachem Lior.